# Armand Traoré
Pour les articles homonymes, voir Traoré.
Armand Traoré, né le 8 octobre 1989 à Paris, est un footballeur international sénégalais qui évolue au poste de défenseur. 
Après une formation en France au Racing Paris puis à l'AS Monaco, il est recruté par le club anglais d'Arsenal où il signe son premier contrat professionnel en 2006 avant de se faire prêter à Portsmouth puis à la Juventus. 
De 2007 à 2010, il porte le maillot de la sélection française des moins de 19 ans puis des espoirs avant d'intégrer, dès 2011, l'équipe du Sénégal.

## Carrière

### Formation
Armand Traoré est formé au Racing Paris. En 2004, le jeune défenseur rejoint l'AS Monaco. Après seulement une saison en équipe de jeunes, il est supervisé par plusieurs clubs et notamment par le club londonien d'Arsenal.

### Arsenal
Armand Traoré rejoint donc les rangs d'Arsenal en août 2005. Il fait partie de l'équipe réserve lors de la saison 2005-2006 et prend part à six matchs de championnat. En août 2006, son nom est sur la feuille du match contre le Dinamo Zagreb en Ligue des champions.
Le 24 octobre 2006, il fait ses débuts en équipe première lors du troisième tour de la Coupe de la Ligue anglaise contre West Bromwich Albion. Il participe également aux autres rencontres de cette compétition jusqu'à la finale perdue 2-1 contre Chelsea.

### Prêts à Portsmouth et Turin
Barré à son poste par la concurrence avec Gaël Clichy et Mikaël Silvestre, Traoré est prêté pour une saison à Portsmouth en août 2008 et ceci quelques jours après avoir prolongé son contrat avec les Gunners. Il prend part à vingt-huit matchs toutes compétitions confondues et marque un but lors de la saison 2008-2009 avant de réintégrer l'effectif d'Arsenal.
En août 2010, il est une nouvelle fois prêté pour une saison avec option d'achat à la Juventus Turin.
Arrivé en Italie, il se blesse au genou et prend part à son premier match de Serie A le 13 novembre 2010 face à l'AS Rome pour le compte de la 12e journée. Finalement, il prend part à douze rencontres toutes compétitions confondues et retourne à Londres à l'issue de la saison, la Juve n'ayant pas levé l'option d'achat.

### Queens Park Rangers
Le 30 août 2011, Armand Traoré signe un contrat de trois ans en faveur des Queens Park Rangers. Il participe à son premier match sous ses nouvelles couleurs le 12 septembre lors du match comptant pour la 4e journée de Premier League face à Newcastle United (0-0).

### Nottingham Forest
Le 29 juillet 2016, Traoré s'engage pour trois saisons avec Nottingham Forest. Prêté à Cardiff City entre janvier et juin 2018, Traoré ne participe qu'à trente-deux matchs toutes compétitions confondues avec Forest.

### Çaykur Rizespor
Le 20 juillet 2018, Armand Traoré signe un contrat de deux ans avec Çaykur Rizespor, qui évolue en D1 turque. Il ne joue qu'un match de coupe avec le club turc avant de résilier son contrat le 31 juillet 2019.

### Retour à Cardiff City
Le 8 novembre 2019, Cardiff City annonce que Traoré s'engage jusqu'au 31 décembre de la même année.

### En sélection
Armand Traoré fait partie de l'équipe de France des moins de 19 ans en 2007 et 2008 et est utilisé quatre fois. Il remporte la Coupe Méridien qui réunit une sélection européenne et une africaine de joueurs de moins de 18 ans. Le 13 novembre 2008, il honore sa première sélection en équipe de France espoirs lors du match amical face au Danemark (victoire 1-0). Il est par la suite sélectionné à cinq reprises chez les espoirs entre 2008 et 2010.
En mai 2011, Traoré annonce son choix de jouer pour le Sénégal, son pays d'origine, et renonce donc à l'équipe de France. 
Il honore sa première sélection le 10 août 2011 lors d'une rencontre amicale opposant le Sénégal au Maroc (défaite 0-2).

## Palmarès
- Arsenal FC
  - Finaliste de la Coupe de la Ligue anglaise en 2007.

- Vainqueur de la Coupe Méridien UEFA–CAF 2007

## Statistiques
| Saison    | Club                | Pays           | Championnat        | Coupes nationales | Coupe d'Europe | Sélection Sénégal |
| --------- | ------------------- | -------------- | ------------------ | ----------------- | -------------- | ----------------- |
| 2006-2007 | Arsenal             | Premier League | -                  | 7 matchs          | -              | -                 |
| 2007-2008 | Arsenal             | Premier League | 3 matchs           | 6 matchs          | 2 matchs (C1)  | -                 |
| 2008-2009 | Portsmouth          | Premier League | 19 matchs / 1 but  | 3 matchs          | 6 matchs (C3)  | -                 |
| 2009-2010 | Arsenal             | Premier League | 9 matchs           | 3 matchs          | -              | -                 |
| 2010-2011 | Juventus Turin      | Serie A        | 10 matchs          | -                 | 2 matchs (C3)  | -                 |
| 2011-2012 | Arsenal             | Premier League | 1 match            | -                 | 1 match (C1)   | 1 match           |
| 2011-2012 | Queens Park Rangers | Premier League | 23 matchs          | -                 | -              | 3 matchs          |
| 2012-2013 | Queens Park Rangers | Premier League | 26 matchs          | 2 matchs          | -              | -                 |
| 2013-2014 | Queens Park Rangers | Championship   | 22 matchs / 2 buts | 3 matchs          | -              | -                 |
| 2014-2015 | Queens Park Rangers | Premier League | 1 match            | -                 | -              | -                 |

Dernière mise à jour le 16 août 2014